# Donald Stockton
Donald Stockton (n. 22 februarie 1904, Montréal, provincia Québec, Canada – d. 16 iunie 1978, Montréal, provincia Québec, Canada) a fost un luptător ce a reprezentat Canada, medaliat olimpic. A participat la 3 ediții ale Jocurilor Olimpice (1924, 1928, 1932) în care a câștigat o medalie de argint.